# KESK Leopoldsburg
KESK Leopoldsburg is een Belgische voetbalclub uit Heppen, een deelgemeente van Leopoldsburg. De club is bij de KBVB aangesloten met stamnummer 3904 en heeft geel-rood-groen als clubkleuren.

## Geschiedenis
Op 10 mei 1942 sloot Sport Na Arbeid Heppen zich aan bij de Belgische Voetbalbond en kreeg er stamnummer 3571 toegekend. Op 20 mei sloot Standaard Football Club Heppen zich eveneens aan; deze club kreeg stamnummer 3572. In 1943 gingen beide Heppense clubs samen en vormden Excelsior Heppen. De fusieclub sloot zich op 20 augustus als Excelsior Football Club Heppen aan bij de voetbalbond en kreeg stamnummer 3904, een nieuw stamnummer, aangezien volgens de bondsreglementen uit die tijd een fusieclub geen stamnummer van een van de oude clubs kon behouden.
Bij het 50-jarig bestaan in 1993 werd de club koninklijk, en de naam werd Koninklijke Excelsior Football Club Heppen. Heppen bleef een halve eeuw in de Limburgse provinciale reeksen spelen, tot men in 1996 kampioen werd in Eerste Provinciale. Voor het eerst in de clubgeschiedenis promoveerde Excelsior FC Heppen naar de nationale Vierde Klasse. Dit eerste verblijf in de nationale reeksen was echter van korte duur. Heppen eindigde zijn eerste seizoen als op twee na laatste en degradeerde zo meteen opnieuw naar Provinciale. Heppen streed daar echter meteen weer mee boven in de rangschikking. De ploeg eindigde behaalde een plaats in de eindronde, waar Heppen een nieuwe promotie naar de nationale reeksen kon afdwingen.
Vanaf 1998 trad de club zo opnieuw aan in Vierde Klasse, waar men zich ditmaal wel succesvol kon handhaven. Heppen beëindigde zijn eerste seizoen meteen op een derde plaats en behaalde een plaats in de promotie-eindronde, waar Stade Leuven echter te sterk bleek. Ook het volgende seizoen, 1999/2000, eindigde men bovenin, ditmaal op een vierde plaats, en weer wist men een eindrondeplaats te behalen. Ditmaal verloor men er van Seraing RUL. De seizoenen erop verliepen moeizamer voor de club.
In 2002 fusioneerde Excelsior FC Heppen met SK Strooiendorp Leopoldsburg. De jongere club SK Strooiendorp Leopoldsburg was in 1982 opgericht en bij de voetbalbond aangesloten met stamnummer 8821. Deze club was in 1999 nog gepromoveerd van Tweede naar Eerste Provinciale, maar in 2000 weer gezakt naar Tweede Provinciale. De fusieclub werd Koninklijke Excelsior Sportkring Leopoldsburg genoemd en speelde met stamnummer 3904 van Heppen verder in Vierde Klasse. Stamnummer 8821 van Heppen verdween.
De fusieclub zou al gauw een succesvolle periode kennen. In 2004 haalde KESK Leopoldsburg een derde plaats en een plaats in de eindronde, waar verloren werd van KFC Evergem-Center. In 2005 was het wel raak voor de club. Leopoldsburg werd kampioen van zijn reeks. De club was geëindigd met 57 punten, evenveel als FC Hedera Millen, maar het doelpuntensaldo was één meer dan dat van Millen. Voor het eerst in de clubgeschiedenis promoveerde KESK Leopoldsburg naar Derde Klasse.
Dit verblijf in Derde bleef maar beperkt tot één seizoen. Leopoldsburg werd voorlaatste en zakte opnieuw naar Vierde Klasse, waar de club zich de volgende jaren kon handhaven. In 2008/09 haalde men dankzij de tweede periodetitel nog eens de eindronde. Na winst tegen Sprimont Comblain Sport verloor men er echter van KSK Hasselt. Ook in 2009/10 behaalde men twee periodetitels en een plaats in de eindronde.

## Resultaten
| Seizoen | Klasse | Klasse | Klasse | Klasse | Klasse | Klasse | Klasse | Klasse | Klasse | Reeks                                                    | Punten                                                   | Opmerkingen                                                    |
|         | I      | I      | II     | III    | IV     | P.I    | P.II   | P.III  | P.IV   |                                                          |                                                          |                                                                |
| ------- | ------ | ------ | ------ | ------ | ------ | ------ | ------ | ------ | ------ | -------------------------------------------------------- | -------------------------------------------------------- | -------------------------------------------------------------- |
| 2002/03 |        |        |        |        | 8      |        |        |        |        | Vierde klasse C                                          | 46                                                       |                                                                |
| 2003/04 |        |        |        |        | 3      |        |        |        |        | Vierde klasse C                                          | 62                                                       | Verlies in eindronde voor promotie tegen KFC Evergem-Center    |
| 2004/05 |        |        |        |        | 1      |        |        |        |        | Vierde klasse C                                          | 57                                                       |                                                                |
| 2005/06 |        |        |        | 15     |        |        |        |        |        | Derde klasse B                                           | 29                                                       |                                                                |
| 2006/07 |        |        |        |        | 5      |        |        |        |        | Vierde klasse C                                          | 49                                                       |                                                                |
| 2007/08 |        |        |        |        | 11     |        |        |        |        | Vierde klasse C                                          | 38                                                       |                                                                |
| 2008/09 |        |        |        |        | 8      |        |        |        |        | Vierde klasse C                                          | 44                                                       | Verlies in eindronde voor promotie                             |
| 2009/10 |        |        |        |        | 3      |        |        |        |        | Vierde klasse C                                          | 58                                                       | Verlies in eindronde voor promotie                             |
| 2010/11 |        |        |        |        | 11     |        |        |        |        | Vierde klasse C                                          | 39                                                       |                                                                |
| 2011/12 |        |        |        |        | 10     |        |        |        |        | Vierde klasse C                                          | 40                                                       |                                                                |
| 2012/13 |        |        |        |        | 2      |        |        |        |        | Vierde klasse C                                          | 69                                                       |                                                                |
| 2013/14 |        |        |        |        | 8      |        |        |        |        | Vierde klasse C                                          | 38                                                       |                                                                |
| 2014/15 |        |        |        |        | 12     |        |        |        |        | Vierde klasse C                                          | 39                                                       |                                                                |
| 2015/16 |        |        |        |        | 8      |        |        |        |        | Vierde klasse C                                          | 44                                                       |                                                                |
|         | 1A     | 1B     | 1Am    | 2Am    | 3Am    | P.I    | P.II   | P.III  | P.IV   | Vanaf 2016-17 zijn er 3 nationale en 2 regionale niveaus | Vanaf 2016-17 zijn er 3 nationale en 2 regionale niveaus | Vanaf 2016-17 zijn er 3 nationale en 2 regionale niveaus       |
| 2016/17 |        |        |        |        | 9      |        |        |        |        | Derde klasse Am.                                         | 39                                                       |                                                                |
| 2017/18 |        |        |        |        | 5      |        |        |        |        | Derde klasse Am.                                         | 48                                                       | Eindronde 2A. Verlies tegen Termien 0-0 na 120min (3-5 in pen) |
| 2018/19 |        |        |        |        | 15     |        |        |        |        | Derde klasse Am.                                         | 30                                                       |                                                                |
| 2019/20 |        |        |        |        |        | 16     |        |        |        | 1ste prov. Lim.                                          | 12                                                       | competitie vroegtijdig stopgezet vanwege de coronapandemie     |
| 2020/21 |        |        |        |        |        |        | -      |        |        | 2de prov. Lim. A                                         | -                                                        | Geschrapt wegens de Coronacrisis.                              |
| 2021/22 |        |        |        |        |        |        | 9      |        |        | 2de prov. Lim. A                                         | 39                                                       |                                                                |
| 2022/23 |        |        |        |        |        |        | 12     |        |        | 2de prov. Lim. B                                         | 38                                                       |                                                                |
| 2023/24 |        |        |        |        |        |        | 16     |        |        | 2de prov. Lim. B                                         | 18                                                       | Degradatie                                                     |
| 2024/25 |        |        |        |        |        |        |        | 13     |        | 3de prov. Lim. B                                         | 33                                                       |                                                                |
| 2025/26 |        |        |        |        |        |        |        |        |        | 3de prov. Lim. A                                         |                                                          |                                                                |

## Bekende (ex-)spelers
- Jeroen Appeltans
- Marnik Bogaerts
- Christophe Delande
- Timothy Freire
- Yassin Gueroui
- Serdal Güvenç
- Stijn Vreven
- Mario Witvrouwen
- Davy Nouwen
- Dimitri Leconte
- Bart Webers
- Dirk Daelemans